# Romanza para violín n.º 1 (Beethoven)

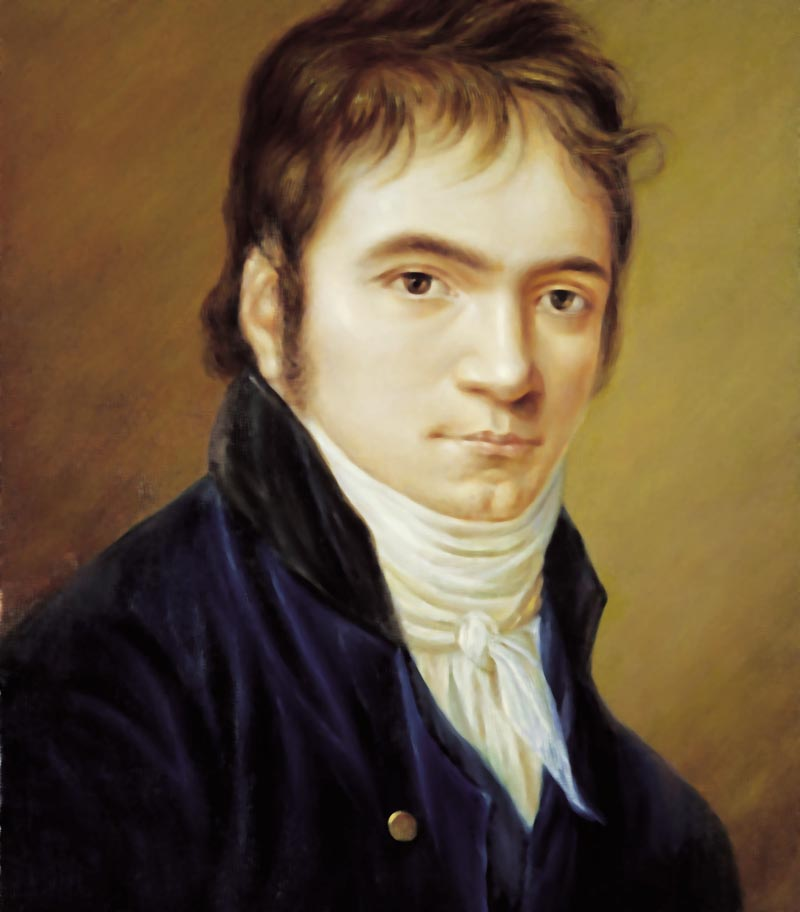
Beethoven en 1803.

La romanza para violín y orquesta n.º 1 en sol mayor, Op. 40 fue compuesta por Ludwig van Beethoven en 1802 y fue publicada al año siguiente.

## Historia
El gran prestigio de Beethoven como pianista a menudo hace olvidar que también era un talentoso violinista. Poseía un gran conocimiento y cariño por este instrumento, como demuestra su producción violinística: diez sonatas para violín, un concierto para violín, así como numerosos quintetos, cuartetos y otras obras de cámara. De sus dos piezas de este tipo esta es la segunda en el tiempo en ser compuesta pero la primera en ir a la imprenta. La composición de la pieza tuvo lugar en 1802 y fue publicada en enero de 1803. En 1798 había compuesto la Romanza para violín n.º 2 en fa mayor, Op. 50 pero su publicación no llegó hasta 1805. Por esta razón, la romanza en sol mayor lleva asignado el número 1 aunque su composición fuera posterior en el tiempo.

## Instrumentación
La partitura está escrita para violín solista y una orquesta formada por una flauta, dos oboes, dos fagotes, dos trompas y sección de cuerdas.

## Estructura y análisis
La pieza consta de un solo movimiento:
- I. Adagio cantabile, en sol mayor 2
2

La interpretación de esta obra dura aproximadamente 7 minutos, si bien el compositor no dejó ninguna indicación de tempo. La romanza presenta una estructura de rondó con dos episodios contrastantes, siguiendo el esquema ABACA y coda. 